# Roswolskys elskerinde
Roswolskys elskerinde (originaltitel: Die Geliebte Roswolskys) er en tysk stumfilm fra 1921 instrueret af Felix Basch med Asta Nielsen, Paul Wegener og Wilhelm Diegelmann i hovedrollerne.
Filmen er baseret på en roman af George Froeschel. Filmen blev indspillet i Tempelhof Studierne i Berlin.

## Medvirkende
- Asta Nielsen som Mary Verhag
- Paul Wegener som Eugen Roswolsky
- Wilhelm Diegelmann
- Ferdinand von Alten som Lico Mussafin
- Marga von Kierska som Fernande Raway
- Guido Herzfeld som Flügelmann
- Arnold Korff
- Carl Bayer